# Paul Auster
Paul Benjamin Auster (født 3. februar 1947 i Newark, død 30. april 2024) var en amerikansk forfatter.
Auster blev født i Newark, New Jersey. I 1970, efter at have fået sin eksamen fra Columbia University, flyttede han til Frankrig, hvor han boede indtil 1974, hvorefter han flyttede tilbage til USA. Samme år mødte han sin første kone, Lydia Davis, og i 1977 fik de sønnen Daniel. Ægteskabet holdt til 1978, hvor de blev skilt. 
Den 23. februar 1981 mødte han den unge forfatter Siri Hustvedt til en digtoplæsning. Året efter blev de to gift. På næsten samme tid debuterede han som forfatter med detektivromanen Squeeze Play, som han skrev under pseudonymet Paul Benjamin.
Hans gennembrud kom med tre romaner samlet i bogen New York Trilogien. Siden har han udgivet en lang række romaner, som alle er oversat til dansk.
Han boede i Brooklyn, New York, med sin kone, forfatteren Siri Hustvedt. Sammen har de datteren Sophie, født i 1987.
Auster har været involveret i manuskripter til filmene Smoke, Blue in the Face og Lulu on the Bridge. Sidstnævnte instruerede han selv.

## Udvalgte værker
- New York Trilogien (The New York Trilogy) (1987)
- I det sidstes land (1987)
- Moon Palace (1989)
- Tilfældets musik (1990)
- Leviathan (1992)
- Mr Vertigo (1994)
- Timbuktu (1999)
- Illusionernes bog (2002)
- Orakelnat (2003)
- Brooklyn Dårskab (The Brooklyn Follies) (2005)
- Usynlig (Invisible) (2009)
- Sunset Park (Sunset Park) (2010)
- "Vinternoter (Winter Journal) (2012)
- 4321 (2017)
- Baumgartner (2023)